# Linzer Wasser
Das Linzer Wasser ist ein Naturschutzgebiet (NSG) im Landkreis Meißen in Sachsen.

## Lage und Beschreibung
Das 162,60 ha große Gebiet mit der NSG-Nr. D 107 erstreckt sich in einem Tal, südlich und östlich der Ortslage Linz, einem Ortsteil der Gemeinde Schönfeld, vom Galgenberg in Richtung Norden bis an den Rand der Ortslage Kraußnitz.
Das Gebiet umfasst das Quellgebiet des Linzer Wassers mit einer Reihe von extensiv genutzten Teichen. Zwischen den Teichen liegen Frisch-, Feucht- und Naßwiesen mit verschiedenen Biotopstrukturen, wie Riede, Röhrichte, Hochstaudenfluren, Feuchtgebüsche, Bruch-, Sumpf-, Auen- und bodensaure Eichenmischwälder.
Weiterhin ist im Gebiet ein gesunder Altbestand an Weiß-Tannen (Abies alba) vorhanden, der gefördert und erhalten werden soll. Ein weiterer Schutzzweck ist die Erhaltung und Förderung eines Massenbestandes an Breitblättrigen Knabenkraut (Dactylorhiza majalis).

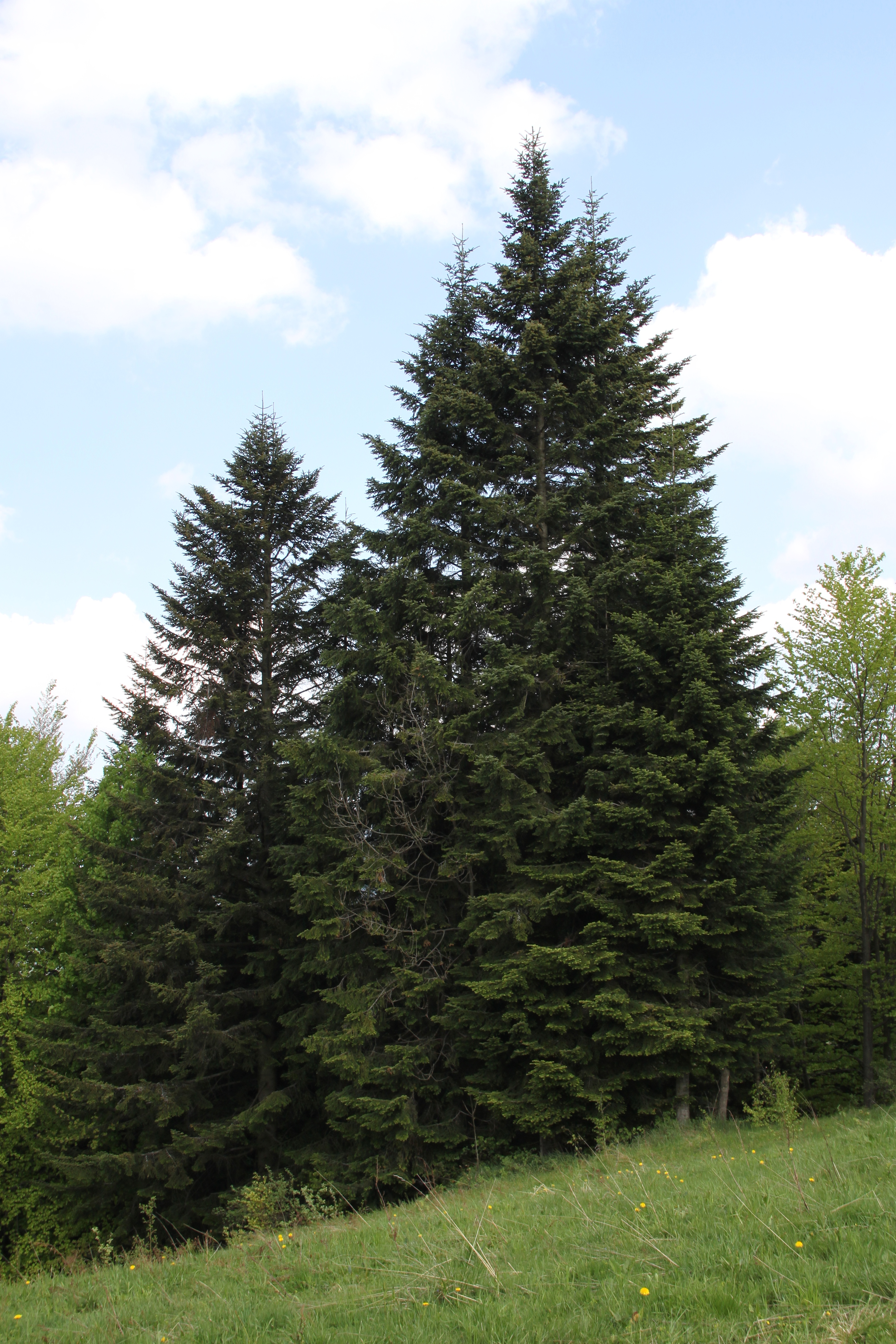
Weiß-Tanne
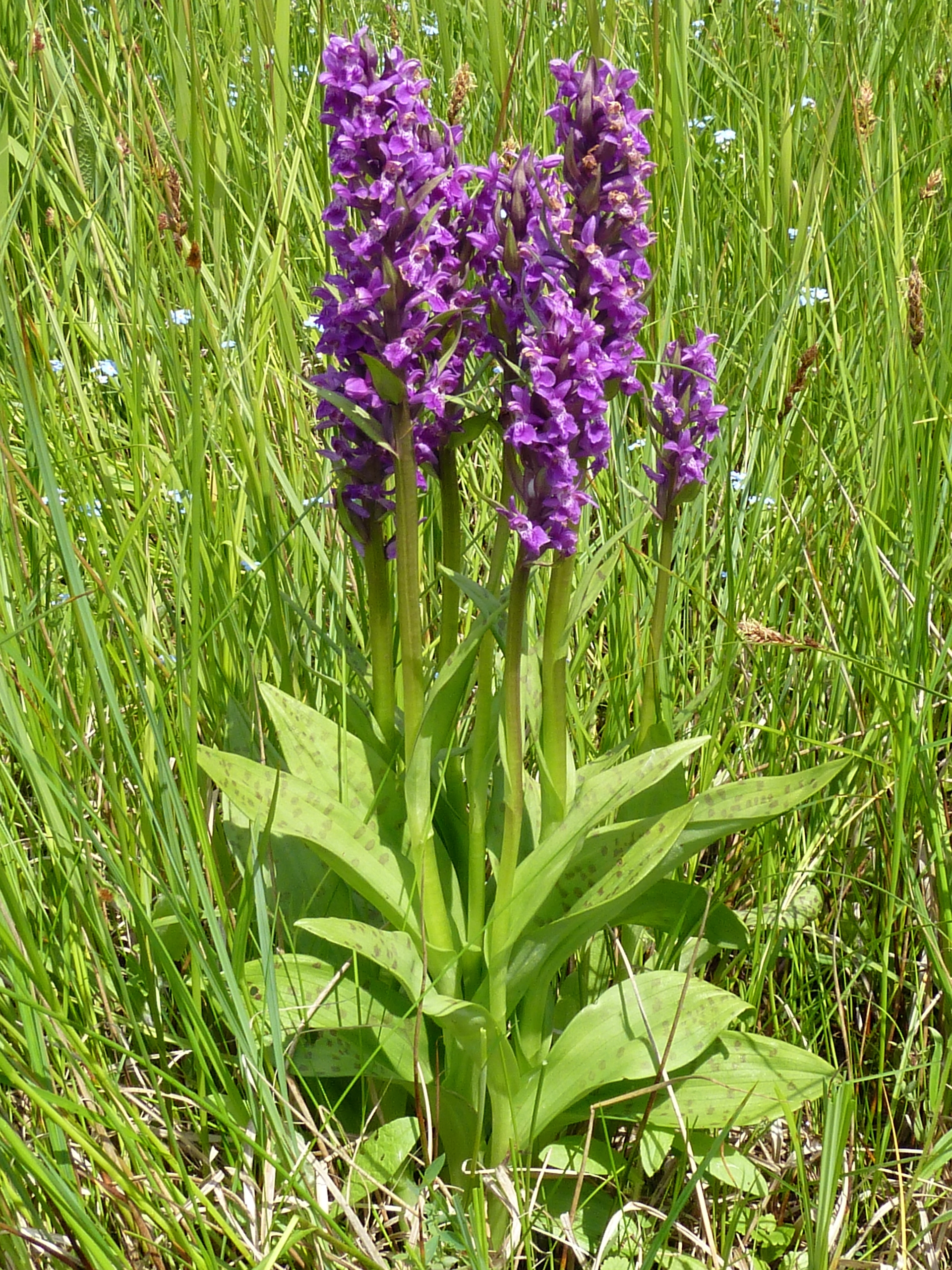
Breitblättriges Knabenkraut

Die sich im Gebiet befindenden Teiche sind der Damenteich, die beiden Herrenteiche, der große und kleine Tiergartenteich, der obere und untere Zeisigteich, der Wüste Teich, der Finkenmühlteich und Ringels Teich.
Das Naturschutzgebiet wurde durch eine Verordnung des Landratsamtes Meißen vom 14. Januar 2010 (SächsGVBl. S. 29) festgesetzt. Fast das gesamte Naturschutzgebiet ist Bestandteil des FFH-Gebietes Nr. 4648-303 „Linzer Wasser und Kieperbach“.